# Dorothée Hahne

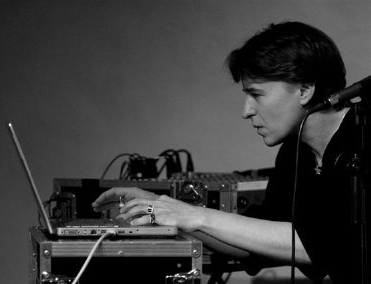
Dorothée Hahne, Live beim Klangraum Festival Stuttgart 30. November 2008

Dorothée Hahne (* 1966 in Bonn) ist eine deutsche Komponistin, Produzentin und Verlegerin.

## Werdegang
Hahne studierte an den Staatlichen Hochschulen für Musik Köln und Düsseldorf Trompete. Während ihrer Studienzeit spielte sie u. a. als Trompeterin in der ersten deutschen Frauenbigband Reichlich weiblich. 1987 begann sie zu komponieren.
1988 gründete sie das Renitent-Quartett, mit dem sie eigene Kompositionen bei Kunstausstellungen und Festivals aufführte. Gemeinsam mit Martin Kätelhön (Lichtprojektionen) und der Künstlerin MAF Räderscheidt (Malerei) entstanden Kompositionen für Blasinstrumente (unter anderem Trompete, Alphorn, Didgeridoo) und Live-Elektronik. Neben zahlreichen Performances und Konzerten in Museen, Galerien und Kunstvereinen entstanden mehrere instrumentale und elektronische Kompositionen, Filmmusiken, Lyrikvertonungen, Hörspielprojekte und Auftragskompositionen. 1999–2009 arbeitete sie mit der Blockflötistin Dorothee Oberlinger zusammen. Im Jahr 2000 gründete sie das ensemble newsic (Maria Jonas, Dorothee Oberlinger, Norbert Rodenkirchen, seit 2004 mit Dorothee Mields, seit 2007 mit Johanna Krumin).
Ein Merkmal ihrer Kompositionen in der Verwendung von elektronischen Mitteln ist der Verzicht auf jedwede Art von Klangsynthese. Die elektronischen Mittel dienen ausnahmslos der Repetition und Variation von „natürlich“ erzeugten Klängen. Dem Tanztheater ist sie in Kooperationen mit Tänzern und Performances mit eigenem Auftritt als Musiker nach wie vor eng verbunden. Die Komponistin widmet sich außerdem der Beschallung von Kirchenräumen mit eigens für die speziellen Akustikverhältnisse entstandenen Konzertprojekten.
Inhaltlich spiegeln ihre späteren Kompositionen schwerpunktmäßig die Auseinandersetzung mit Deutscher Geschichte (zum Beispiel Die Hoffnungsfalle – Performance zur Deutschen Wiedervereinigung, Ode an Anne für 7 Trompeten – 1998, Unita – 3 elektronische Kompositionen aus Ateliergeräuschen ost- und westdeutscher Künstlerinnen, Kompositionsauftrag der GEDOK Köln – 1999), Europäischer Geschichte (zum Beispiel Theophanu – Konzertprojekt über das Leben der Kaiserin Theophanu) und dem Thema Frau und Spiritualität (zum Beispiel commentari – Konzert für Blockflöten, Didgeridoo & Live-Elektronik über die Jungfrauenlegende der Hl. Ursula).

## Auszeichnungen
- 1995 Förderstipendium des Literaturbüros NRW
- 1996 Kulturpreis der Stadt Herford & Bernd-Alois-Zimmermann-Stipendium der Stadt Köln.[4]
- 2001 erhielt sie das erste von Christina Rau initiierte Stipendium für Komposition der Stiftung Kunst und Kultur NRW in der Stiftung Künstlerdorf Schöppingen[5]
- 2002 Stipendium des Kulturministeriums NRW in Rom und ein Projektstipendium Stiftung Künstlerdorf Schöppingen (Nullort)[6]
- 2002 gründete sie als Preisträgerin des StartArt – Wettbewerbs die Edition & Produktionsfirma newsic für Neue Musik und Hörbuch – Produktionen.[7]
- 2004 Der glückliche Prinz von Oscar Wilde – Eine Geschichte gegen das Wegschauen, Hörspiel-CD (edition newsic) – Bestenliste Preis der Deutschen Schallplattenkritik.[8]
- 2005 Bundeskonzert der GEDOK, Konzerthaus am Gendarmenmarkt, Berlin[9]
- 2006 „composer in residence“ – 42. Deutscher Kammermusikkurs ”Jugend musiziert“ – Deutscher Musikrat[10]

## Werke (Auswahl)
- Die Hoffnungsfalle – frei nach einem Streichquartett von Joseph Haydn für Alphorn, Live-Elektronik & Lichtprojektionen 1990
- Milch & Honig für Trompete, Didgeridoo & Live-Elektronik 1993
- farbE musik Instrumentale und elektronische Kompositionen aus den 90ern
- @homo für Sopran, Streichquartett, Live-Elektronik und Lichtprojektionen 1998
- Unita elektronische Kompositionen zum Thema Deutsche Einheit 1999
- commentari Konzert für Blockflöten, Didgeridoo & Live-Elektronik 1999/2000
- Theophanu Konzert für Sopran, Flöten & Live-Elektronik 2000
- MultiSolo 3.3 in memoriam 9/11 2001
- NullOrt Klanginstallation im Flughafen Münster-Osnabrück 2002
- Stella Maris für Sopran, Blockflöte & Live-Elektronik 2003
- Der glückliche Prinz von Oscar Wilde – Hörspiel CD newsic 2004
- RestZeit für Violine & Live-Elektronik 2005
- Multiple 8 für 8 Violoncelli & Live-Elektronik 2006
- dance macabre Totentanz für Blockflöte & Live-Elektronik 2006
- Luscinia Fantasie für Sopranblockflöte, Nachtigallstimmen & Live-Elektronik über die Englische Nachtigall von Jacob van Eyck 2007
- Spinnereimaschinen Musik für Sopran, Blockflöten & Live-Elektronik (UA MDR-Musiksommer 2007 Leipzig – ensemble newsic)
- Quellenquartett Musik für 4 Instrumente & Live-Elektronik UA Jugend Musiziert 2008 Quartett Fontaine
- Sonnengesang für Blockflöte & Live-Elektronik UA Bundeswettbewerb Jugend Musiziert 2008 (Dominik Werle)
- Tanz für Terpsichore für Altsaxophon & Akkordeon 2009 (für Common Contrasts)
- Interferences of inner voices für 3 Sopranino-Blockflöten & Live-Elektronik 2010, Kompositionsauftrag für Trio aXoloT, gefördert von der Kunststiftung NRW
- Overview – Mercatorprojektionen, Musik nach den Proportionen der ersten Weltkarte (1569) von Gerhard Mercator (1512 – 1594) für Orchester und Videoprojektionen (2012/13)[11]